# Ernest Jaime
Pour les articles homonymes, voir Jaime.
Jean-François Gem, dit Ernest Jaime, est un aquarelliste, lithographe, historien d'art et auteur dramatique français, né à Paris le 28 avril 1804 et mort à Versailles le 6 juin 1884. Il est le père du dramaturge Adolphe Jaime (1825–1901).

## Biographie
Né en 1804 dans l'ancien 6e arrondissement de Paris, Jean-François Gem est le fils de Sébastien Gem, fondeur, et d'Anne Ducoudray qui ne l'a pas reconnu. En 1824, il est domicilié avec son père au n°38 de la rue de Bièvre, où il est déjà mentionné comme artiste.
Le 25 septembre 1824, il épouse dans l'ancien 2e arrondissement de Paris, Euphrasie Nitot, âgée de 19 ans, petite-fille de l'orfèvre et joaillier Claude Renaud Nitot (1748-ap.1794). Il s'installe alors dans la famille de son épouse au n°38 de la rue Coquenard où naît l'année suivante leur fils Louis Adolphe Gem, dit Adolphe Jaime.
Demeuré veuf, il épouse en secondes noces à Versailles, le 22 avril 1880, Amélie Rose Cuissart. Il meurt le 6 juin 1884 à la survivance de sa seconde épouse, à son domicile situé 45 avenue de Saint-Cloud à Versailles.

## Œuvres
Il collabore au Figaro et à La Caricature.
Ses pièces sont représentées sur les plus célèbres théâtres parisiens du XIXe siècle : Variétés, Gaîté, Palais-Royal, etc. On lui doit aussi quelques chansons.

### Théâtre
- La Sylphide, drame en 2 actes mêlé de chant, avec Jules Seveste, 1832
- Le Chevreuil, comédie-vaudeville en 3 actes, avec Léon Halévy, 1832
- Folbert, ou le Mari de la cantatrice, comédie en 1 acte mêlée de couplets, avec Halévy, 1832
- Une course en fiacre, comédie-vaudeville en 2 actes, avec Mathieu Barthélemy Thouin, 1832
- Le Grand Seigneur et la Paysanne, ou Une leçon d'égalité, comédie en 2 actes mêlée de couplets, avec Halévy et de Leuven, 1832
- Grillo, ou le Prince et le Banquier, comédie-vaudeville en 2 actes, avec Halévy, 1832
- La Métempsycose, bêtise en 1 acte mêlée de couplets, avec de Courcy, 1832
- L'Assassin, folie-vaudeville en 1 acte, avec Lauzanne, 1833
- Le Baptême du petit Gibou, ou Madame Pochet marraine, pièce grivoise en 2 actes mêlée de couplets, avec Dumersan, 1833
- L'Élève de la nature, ou Jeanne et Jenny, pièce en 5 actes et en 2 parties mêlée de chant, avec Jules Sévestre, 1833
- M. Mouflet, ou le Duel au 3e étage, comédie-vaudeville en 1 acte, avec L. Halévy, 1833
- Les Fileuses, comédie-vaudeville en 1 acte, 1833
- L'Aiguillette bleue, vaudeville historique en trois actes, avec d'Artois et Masson, 1834
- Le Mentor faubourien, tableau-vaudeville en 1 acte, 1834
- L'Autorité dans l'embarras, comédie-vaudeville en 1 acte, avec Decomberousse, 1835
- Le Père Goriot, drame-vaudeville en 3 actes, avec Decomberousse et Théaulon, 1835
- La Tirelire, tableau-vaudeville en 1 acte, avec les frères Cogniard, 1835
- Carmagnole, ou les Français sont des farceurs, épisode des guerres d'Italie en un acte, avec Pittaud de Forges et Théaulon, 1836
- Geneviève, ou la Grisette de province, drame en 4 actes mêlé de chants, avec Halévy, 1836
- Louise Duval, ou Un préjugé, drame en 4 actes mêlé de chants, avec L. Halévy, 1837
- Michel, ou Amour et Menuiserie, comédie-vaudeville en 4 actes, avec Duvert et Lauzanne, 1837
- Le Marquis de Brunoy, pièce en cinq actes, avec Théaulon, 1838
- À bas les hommes !, vaudeville en 2 actes, avec Deslandes et les frères Cogniard, 1838
- Le Cabaret de Lustucru, comédie vaudeville en 1 acte, avec Arago et Dumanoir, 1838
- Rigoletti, ou le Dernier des fous, vaudeville en 1 acte, avec Alboize de Pujol, 1838
- Pour mon fils, comédie vaudeville en 2 actes, avec Bayard, 1841
- Les Trois Étoiles, comédie en 1 acte mêlée de couplets, avec Halévy, 1841
- Les Informations conjugales, vaudeville en 1 acte, avec Duvert et Lauzanne, 1842
- Jaket's Club, vaudeville en 2 actes, avec de Villeneuve, 1842
- L'Art de tirer des carottes, vaudeville en un acte, avec Marc-Michel, 1843
- Une campagne à deux, comédie en 1 acte, avec Charles Dupeuty, 1843
- Le Carlin de la marquise, vaudeville en deux actes, avec Clairville, 1844
- Un ange tutélaire, comédie-vaudeville en 1 acte, avec Lockroy et Marc-Michel, 1844
- Le Diable à quatre, vaudeville-féerie en 3 actes, avec Delaporte, 1845
- La Morale en action, comédie-vaudeville en 1 acte, avec de Villeneuve, 1845
- Le Loup-garou, vaudeville en 2 actes, avec Varin, 1846
- Les Étouffeurs de Londres, ou la Taverne des Sept-cadrans, drame en cinq actes, avec Foucher, 1847
- L'Illustration, vaudeville avec lanterne magique en verres de couleur, avec Brunswick, 1847
- Le Réveil du lion, comédie vaudeville en deux actes, avec Bayard, 1848
- Célestin père et fils, ou Jadis et Aujourd'hui, prologue d'ouverture en 3 tableaux, avec Lefebvre, 1850
- Montansier père et fils, à propos-vaudeville d'inauguration en 2 tableaux, avec H. Lefebvre, 1850
- Le Célèbre Vergeot, vaudeville en un acte, avec Varin, 1853
- La Corde sensible, vaudeville en un acte, avec Clairville et Lambert Thiboust, 1854
- Six demoiselles à marier, opérette en 1 acte, avec Choler, musique de Delibes, 1856
- Le Jour de la paye, comédie en 1 acte en vers, 1872

### Histoire
- À Sa Majesté l'Empereur Napoléon III, 2 vol., 1852
- À soixante ans, 1866
- Un peu de tout (heures perdues), 1868
- Les Prussiens à Versailles et dans le département de Seine-et-Oise, 1871
- Souvenirs de 1848 à 1871, 1871

### Chansons
- Chansons populaires, dédiées aux ouvriers amis de l'ordre, 1850 et 1851
- Le Nouveau Genre français, 1866
- La Revue du 29 juin 1871 : l'Emprunt, la Revanche ; épître à M. Thiers, 1871

### Lithographies et aquarelles
- Musée de la caricature, ou recueil des caricatures les plus remarquables publiées en France depuis le XIVe siècle jusqu’à nos jours, 2 vols. Delloye, 1838
- Paris au XIXe siècle. Recueil de scènes de la vie parisienne dessinées d'après nature, œuvre collective, avec Roger de Beauvoir, Edmond Burat de Gurgy, Albéric Second, Achille Devéria, Adolphe Adam, Paul Gavarni, Honoré Daumier etc., 1839
- Bichette, reine des amours, 1842
- La Cocotte, 1842
- Douze vues des châteaux et parcs de Versailles, dessinées d'après nature, 1857
- Saint-Germain, le château, la ville et la forêt dessinés d'après nature, 1859
- Le Palais impérial de Saint-Cloud, le parc et la ville, dessinés d'après nature, 1859
- Aux typographes versaillais, 1860
- Palais et jardins de Versailles et de Trianon, vingt-six vues dessinées d'après nature, 1867
- Dieppe, ses environs et ses habitans, ou choix de vues, monumens et costumes
- Environs de Berne, peintre à son chevalet devant un moulin à eau, aquarelle